# هانس فیلیپ
هانس فیلیپ (به آلمانی: Hans Philipp) (۱۷ مارس ۱۹۱۷ – ۸ اکتبر ۱۹۴۳) نظامی آلمانی و خلبان تک‌خال لوفت‌وافه در طی جنگ جهانی دوم بود. او در بیش از ۵۰۰ مأموریت رزمی خود قادر به ساقط کردن ۲۰۶ هواگرد دشمن شد. بیشتر این پیروزی‌ها در جبهه شرقی کسب شدند.

## سال‌های اولیه
هانس فیلیپ روز ۱۷ مارس سال ۱۹۱۷ در مایسن به دنیا آمد. پدرش پزشک بود. از بدو نوجوانی به پراوز علاقه داشت و در جوانان هیتلری آموزش بادپر دید. سال ۱۹۳۶ به عنوان نامزد افسری به خدمت لوفت‌وافه درآمد. پس از گذراندن دوره آموزش پرواز، با درجه ستوان دوم خلبان جنگنده مسرشمیت ب‌اف ۱۰۹ایی شد.

## جنگ جهانی دوم
فیلیپ با آغاز جنگ جهانی دوم با گروه ۱ از جناح ۲۶ شکاری ماه سپتامبر سال ۱۹۳۹ بر فراز لهستان وارد صحنه رزم شد. روز ۵ سپتامبر نخستین هواگرد دشمن از نوع پی‌زدال پی-۲۴ را ساقط کرد. در جریان نبرد فرانسه در سال ۱۹۴۰ با درجه ستوان یکمی فرماندهی چهار خلبان دیگر در اسکادران ۴ از گروه ۲ از جناح ۵۴ شکاری را بر عهده داشت. در جریان نبرد بریتانیا به سرعت در رزم تن‌به‌تن شهره شد. روز ۲۰ اکتبر بیستمین پیروزی هوایی خود را کسب و دو رو روز بعد، ۲۲ اکتبر سال ۱۹۴۰، نشان عالی صلیب شوالیه صلیب آهنین را دریافت نمود. او دومین خلبان جناح ۵۴ شکاری بود که این نشان را دریافت می‌کرد.
فیلیپ ماه آوریل سال ۱۹۴۱ با این جناح وارد نبرد یوگسلاوی شد و در دفاع از بمب‌افکن‌های شیرجه‌ای، دو فروند ب‌اف ۱۰۹ نیروی هوایی یوگسلاوی را که در گذشته از آلمان خریداری شده بود، ساقط کرد. با آغاز عملیات بارباروسا، تهاجم به شوروی در ماه ژوئن تعداد پیروزهای هوایی او به شدت افزایش یافت. روز ۲۴ اوت سال ۱۹۴۱ برگ‌های بلوط صلیب شوالیه به او اعطا گردید. روز ۱۴ فوریه سال ۱۹۴۲ به فرماندهی گروه ۱ از جناح ۵۴ شکاری رسید. یگان او شامل ۳۰ خلبان می‌شد. روز ۱۳ مارس به عنوان نخستین فرد در جناح ۵۴ شکاری و هشتمین فرد در کل نیروهای مسلح، مفتخر به دریافت گیره شمشیرهای نشان صلیب شوالیه گشت. روز ۳۱ مارس سال ۱۹۴۲ به چهارمین خلبان لوفت‌وافه با ۱۰۰ پیروزی هوایی و کمتر از یک سال بعد به دومین خلبان این نیرو با ۲۰۰ پیروزی هوایی بدل شد.
ماه آوریل سال ۱۹۴۳ با درجه سرگردی به جبهه غربی منتقل گردید تا در سن ۲۶ سالگی جناح ۱ شکاری را فرماندهی کند. یگان او مأموریت دفاع از رایش در مقابل حملات بمب‌افکن‌های سنگین آمریکایی را عهده‌دار شد. وظایف فرماندهی بر خلاف میلش اجازه پرواز به او نمی‌داد. جناح تحت امر او در پیروزی بزرگ لوفت‌وافه در روز ۱۷ اوت در ساقط‌سازی ۶۰ بمب‌افکن بی-۱۷ فلایینگ فورترس آمریکایی نقش داشت. روز ۸ اکتبر تأسیسات کشتی‌سازی آلمان در سواحل شمالی مورد تهاجم بیش از ۱۵۰ بمب‌افکن آمریکایی تحت حفاظت ۲۵۰ جنگنده قرار گرفت. با به پا شدن درگیری تن‌به‌تن بین طرفین، او که هم‌اکنون به درجه سرهنگ دومی نائل آمده بود، نخستین بمب‌افکن سنگین خود را ساقط کرد. پس از گزارش رادیویی این پیروزی به یکی از هم‌قطارانش، از او خواست او را در تهاجمی دیگر دنبال کند. این آخرین پیام رادیویی بود که از او دریافت شد. همان هم‌قطار محو شدن هواگرد او درون ابرها را مشاهده کرد. همان روز مشخص شد هواگرد او توسط یک جنگنده پی-۴۷ آمریکایی ساقط و خود او کشته شده‌است. هانس فیلیپ بیش از ۵۰۰ مأموریت رزمی به انجام رساند و ۲۰۶ هواگرد دشمن را ساقط کرد.

## نشان‌ها
- صلیب شوالیه صلیب آهنین: ۲۲ اکتبر ۱۹۴۰
  - برگ‌های بلوط: ۲۴ اوت ۱۹۴۱
  - شمشیرها: ۱۲ اوت ۱۹۴۲

## کتابشناسی
- Williamson, Gordon; Bujeiro, Ramiro (2005). Knight's Cross, Oak-Leaves and Swords Recipients 1941–45. Oxford, UK: Osprey Publishing. ISBN 978-1-84176-643-0.